# 延龄草
延龄草（学名：Trillium tschonoskii）是黑药花科延龄草属的植物。

## 形态
多年生草本，茎丛生于粗短的根状茎上，高15-50厘米。菱状卵形叶三片，先端尖锐，近无柄，轮生于顶端。
4～6月间自叶轮中抽生一短柄，顶生1白色花，外轮花被片绿色，内轮花被片白色，少有淡紫色；花柱长4～5毫米；花药长3～4毫米，短于花丝或与花丝近等长，顶端有稍突出的药隔；圆锥状卵形子房。
黑紫色球形浆果，有多数种子；果期7～8月。

## 分布
分布于不丹、锡金、朝鲜、印度、日本及中国内地的四川、安徽、甘肃、西藏、云南、陕西等地，生长于海拔1,600米至3,200米的地区，一般生于林下、山坡、山谷阴湿处或路旁岩石下，目前尚未由人工引种栽培。